# Magnippe caputmedusae
Magnippe caputmedusae is een eenoogkreeftjessoort uit de familie van de Lamippidae. De wetenschappelijke naam van de soort is voor het eerst geldig gepubliceerd in 1978 door Stock.